# Jean Sommeng Vorachak
Jean Sommeng Vorachak (* 24. Februar 1933 in Ban Sian Vangtha bei Thakhek, Laos; † 14. Juli 2009 in Bangkok, Thailand) war Bischof der römisch-katholischen Kirche und Apostolischer Vikar von Savannakhet.

## Leben
Jean Sommeng Vorachak, eines von neun Kindern eines katholischen Bauern, studierte am Priesterseminar in Laos sowie in Frankreich. Nach seiner Priesterweihe am 29. Juni 1963 absolvierte er weitere Studien in Rom. 1965 wurde er Seelsorger in der laotischen Provinz Khammuan, einer der beiden pastoralen Regionen des Vikariats Savannakhet. 1973 wurde er Rektor des Kleinen Seminars in Thakhek. 1975 wurde er zum Pro-Vikar des Vikariats Savannakhet ernannt.
Jean Sommeng wurde 1997 von Papst Johannes Paul II. zum Titularbischof von Muzuca in Proconsulari ernannt und zum Apostolischen Vikar von Savannakhet bestellt. Der Apostolischer Vikar von Paksé, Thomas Khamphan, spendete ihn am 19. Oktober desselben Jahres die Bischofsweihe; Mitkonsekratoren waren Pierre-Antonio-Jean Bach MEP, emeritierter Apostolischer Vikar von Savannakhet, und Jean Khamsé Vithavong OMI, Apostolischer Vikar von Vientiane.
Er starb am 14. Juli 2009 im Alter von 76 Jahren an den Folgen eines Krebsleidens im Amt.